# Gertrud Sauerborn
Gertrud Sauerborn (* 29. Oktober 1898 in Gladbach bei Neuwied; † 19. Mai 1982 in Mainz) war eine deutsche Lehrerin und Sozialarbeiterin.

## Leben
Gertrud Sauerborn war als Tochter des Landwirts Wilhelm Sauerborn und dessen Frau Maria die älteste von acht Geschwistern. Ihre Eltern erkannten ihre Begabung zum Lernen und ermöglichten ihr nach dem Besuch der Volksschule ein Studium. 1918 bestand sie das Examen für das Lehramt in Koblenz. Als Lehrerin unterrichtete sie danach in ihrem Heimatort Gladbach zeitweise auch ihre jüngeren Geschwister. Von 1920 bis 1923 absolvierte sie ein Fürsorgepraktikum an der Sozialen Frauenschule und Hochschule für Leibesübungen in Trier. Nach weiteren Studien in den Bereichen Dogmatik, Psychologie, Pädagogik und Sozialen Wissenschaften bestand sie das Examen zur Volkspflegerin.
Schon zum 1. Juli 1924 hatte sie ehrenamtlich die Leitung der Caritas-Geschäftsstelle in Neuwied übernommen und war seit diesem Zeitpunkt Mitglied im Kreisjugendamtsausschuss. 1928 wurde im Bistum Trier der Diözesanverband des im Zentralverband der katholischen Müttervereine und des Jungfrauenvereins gegründet, wo sie in beiden Verbänden gemeinsam mit dem Pfarrer Albert Fuchs die Leitung übernahm. Sie arbeitete als Fürsorgerin bei der Stadtverwaltung Trier vornehmlich mit Jugendlichen. Daneben war sie in einem Obdachlosenheim und im Frauengefängnis beschäftigt. In letzterem hielt sie sonntags zwei Stunden Unterricht in „Lebenskunde“.
Auch nach Beginn des Zweiten Weltkriegs war sie weiter für den Frauenverband ehrenamtlich tätig. Unter anderem unternahm sie mehrere Reisen nach Thüringen, um junge Frauen zu besuchen, die nach dort vom Reichsarbeitsdienst verschickt worden waren. Von der Gestapo wurde sie dabei bespitzelt und angefeindet. Mehrmals wurde ihre Wohnung durchsucht von diesem. Nachdem sie 1943 als Stabshelferin bei der Stadtverwaltung Trier einberufen wurde, gab sie ihre Ehrenämter auf.
Nach dem Krieg arbeitete sie zunächst im elterlichen landwirtschaftlichen Betrieb. Sie wurde Mitglied der CDU und war aktiv beteiligt an der Gründung der Vorläuferorganisation der Frauenunion. Zum 5. Februar 1947 wurde sie Abteilungsleiterin im Landeswohlfahrts- und Landesjugendamt Koblenz. 1956 wurde sie als Regierungsrätin zur Leiterin des neugebildeten Landesjugendamts Rheinland-Pfalz in Mainz befördert. Besonders setzte sie sich für eine Modernisierung der Heimerziehung nach neuen pädagogischen und rechtlichen Rahmenbedingungen ein. Ein besonderes Anliegen war ihr dabei eine geregelte Ausbildung mit entsprechender Entlohnung und Sozialversicherung der Heimbewohner.
1963 ging sie in den Ruhestand. Danach engagierte sie sich weiter für Jugendliche.  Neben der Landjugend waren ihr ausländische Studenten an der Mainzer Universität, denen sie in ihrer Wohnung Deutschunterricht erteilte, besonders wichtig.
1970 erhielt sie das Bundesverdienstkreuz am Bande. Sie starb am 19. Mai 1982 in Mainz und wurde in ihrem Heimatort Gladbach beerdigt.